# Henri Tolain
Henri Louis Tolain, né à Paris le 18 juin 1828 et mort dans la même ville le 4 mai 1897 est un syndicaliste et un homme politique français.
Il fut une figure du mouvement syndical et du socialisme en France.

## Biographie

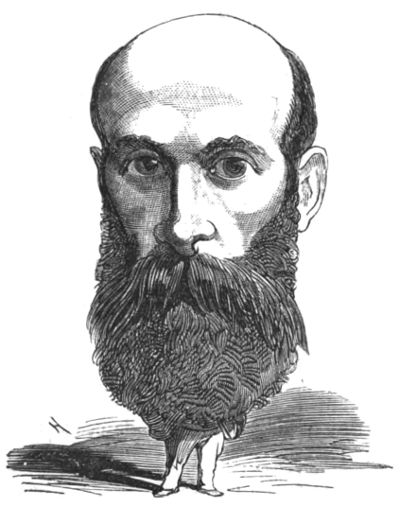
Caricature de Henri Tolain parue dans Le Trombinoscope de Touchatout en 1873.

Henri Tolain est fils d'Antoine Tolain, maître de danse et de Jeanne Louise Adélaïde Pouplan. Il entre en apprentissage chez un ciseleur sur bronze chez Mr Louis Eugène PETIT ; il exercera d'ailleurs ce métier dans un atelier puis à domicile.
Il suit avec attention l'enseignement du républicain Jules Andrieu et lit beaucoup Proudhon. Après la loi de mars 1852, il participe au renouveau des sociétés mutuelles. Son rêve est que les coopératives de production fonctionnent sur le crédit mutuel. Dans les années 1860, le mouvement ouvrier renaît. En octobre 1861, il propose de faire élire des représentants des principaux métiers dans les grandes villes. Il est nommé secrétaire adjoint de la Commission de la rue du Temple. Cette commission procède aux élections des délégués parisiens. Il se présente aux élections législatives de mai 1863, mais se désiste. Il se présente ensuite aux partielles de la Seine en mars 1864. Le 18 juin 1865, il publie un article dans La Tribune Ouvrière dans lequel il se montre opposé aux cabarets et aux auteurs de romans.

### Le Manifeste des Soixante
En 1864, avec l'aide du journaliste républicain Henri Lefort, Henri Tolain rédige un texte qui est signé par soixante ouvriers. Il est publié dans L'Opinion nationale. Ce Manifeste des Soixante est un programme de revendications sociales pour soutenir une candidature ouvrière à une élection partielle. Ce texte demande une réelle démocratie politique, économique et sociale. Il proteste contre l'exclusion des ouvriers de la vie politique. Il exprime aussi le désir que la place du monde du travail soit enfin reconnue dans la société. La grève est légalisée le 25 mai 1864, grâce à la loi Ollivier, à condition qu'elle ne provoque aucune violence, et qu'elle n'atteigne pas la liberté du travail.
Le Manifeste des Soixante compte sept revendications immédiates :
- abroger l'article 1781 du Code Civil ainsi formulé : « Le maître est cru sur son affirmation pour la quotité des gages, pour le paiement des salaires de l'année et pour les acomptes donnés pour l'année courante » ;
- abolir la loi sur les coalitions ;
- créer des chambres syndicales ;
- élargir la compétence des sociétés de secours mutuels ;
- réglementer le travail des femmes ;
- réformer l'apprentissage ;
- rendre l'instruction primaire et professionnelle gratuite.

### L'Association internationale des travailleurs
L'Association internationale des travailleurs (AIT) est fondée à Londres lors d'une grande réunion publique, à Saint Martin's Hall, le 28 septembre 1864. Son principe fondamental est la conquête de l'émancipation de la classe ouvrière par la classe ouvrière elle-même. Elle tient ses premiers congrès à Genève (1866), Lausanne (1867), Bruxelles (1868), et Bâle (1869). Son installation est au début lente. Puis elle est facilitée par la crise économique de 1867, qui est suivie de grèves en France et en Belgique. En 1870, l'Internationale a des sections française, belge, suisse, allemande, italienne, espagnole, portugaise, danoise, néerlandaise, autrichienne, américaine.
En 1862, lors de l'Exposition universelle de Londres, et en 1863, Henri Tolain a participé aux rencontres qui ont précédé et permis le meeting du Saint-Martin's Hall. Il est également présent au congrès fondateur de l'Internationale. Il est la personnalité la plus influente du bureau parisien ouvert en janvier 1865, rue des Gravilliers. Il est l'un des trois secrétaires correspondants du bureau parisien chargés des relations avec le Conseil général de Londres jusqu'en 1867. Son influence sur le mouvement est à son apogée lorsqu'il écrit Mémoire des délégués français au congrès de l'Internationale de Genève. Mais sous la pression des grèves de 1867, il n'arrive pas à maintenir les « gravilliers » dans le rôle d'un cercle d'étude mutualiste. Au mois de décembre 1867, Henri Tolain est perquisitionné. En mars 1868 il est condamné à 100 francs d'amende. Henri Tolain continue à défendre le mutualisme et la propriété privée lors du congrès de Bruxelles.

### La «trahison» d'Henri Tolain

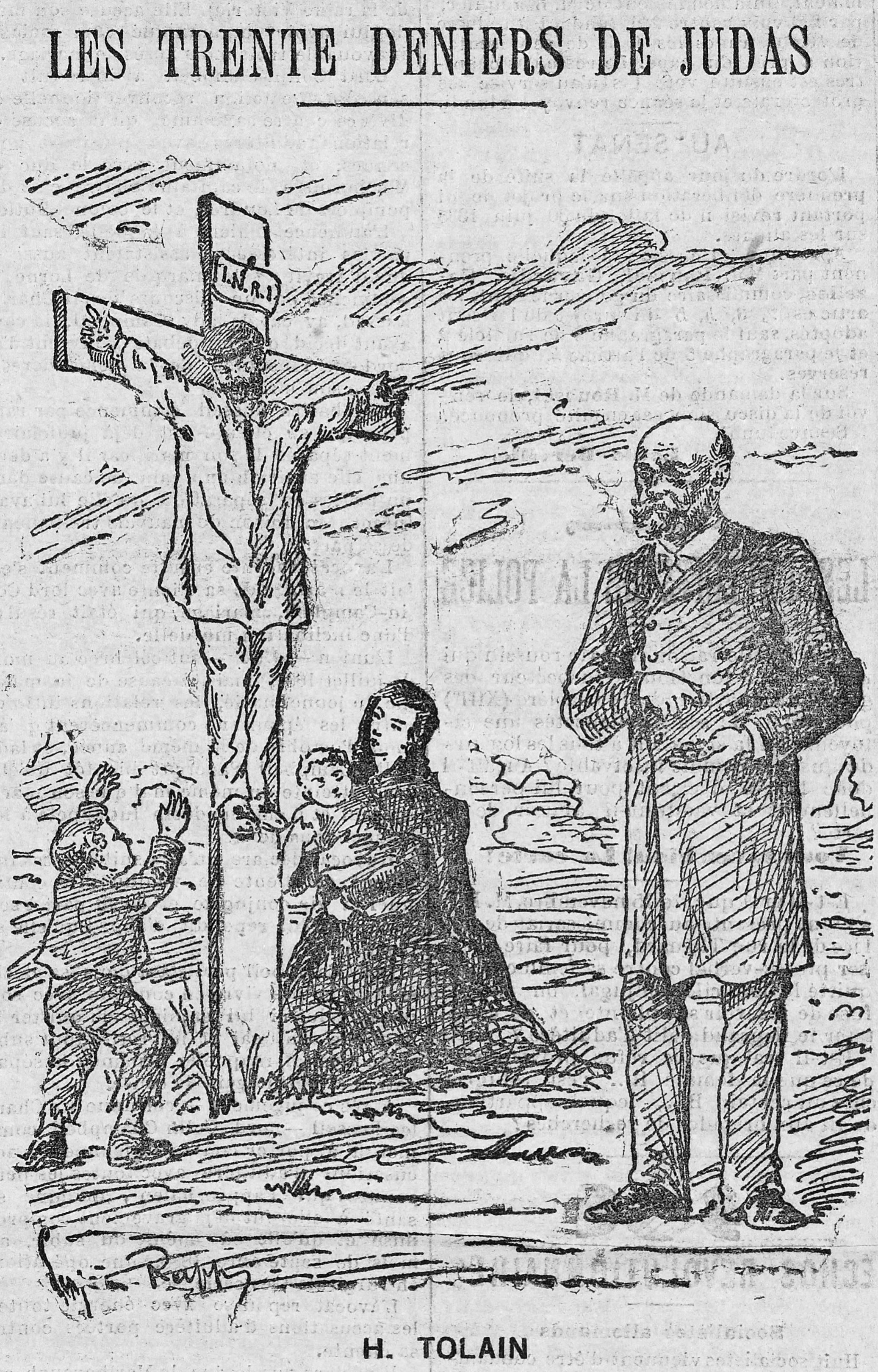
Tolain vu par les socialistes comme le Judas des ouvriers (dessin d'Eugène Rapp dans Le Cri du peuple, 1886).

Henri Tolain perd peu à peu de son influence. En effet, il ne trouve pas de corporation parisienne pour le déléguer au congrès de Bâle. Il doit se faire mandater par les boulangers de Marseille. On lui reproche sa proximité avec le Palais Royal et d'avoir abandonné « la blouse et le burin », car il travaille depuis 1867 aux écritures chez le ferblantier Chavagnat.
Après la défaite de Sedan, il est élu maire adjoint du 11e arrondissement (novembre 1870). Présenté aux élections législatives de février 1871 par l'Internationale, il est élu député de la Seine.
Or, une fois député, Henri Tolain désavoue la Commune, proclamée à la suite du soulèvement du 18 mars 1871. Le 12 avril, il est exclu pour « avoir déserté sa cause de la manière la plus lâche et la plus honteuse » par le Conseil fédéral des sections parisiennes de l'Internationale. Il est ensuite élu sénateur de la Seine en 1876, puis reconduit sans discontinuer dans ce mandat jusqu'à sa mort.
À partir de 1876, il est rapporteur de la loi sur les syndicats professionnels, qui ne sera votée qu'en 1884. Il devient une personnalité influente de l'« opportunisme » républicain, rôle dans lequel il reçoit de nombreuses critiques de la part des socialistes. À sa mort, le sénateur Tolain était questeur de la haute assemblée.